# 1875 aux Territoires du Nord-Ouest
Chronologie des Territoires du Nord-Ouest
- 1871
- 1872
- 1873
- 1874
- 1875
- 1876
- 1877
- 1878
- 1879

Cette page concerne les événements survenus en 1875 dans le territoire canadien des Territoires du Nord-Ouest.

## Politique
- Premier ministre : Joseph Édouard Cauchon (Lieutenant-gouverneur du Manitoba)
- Législature : Conseil temporaire nord-ouest (en)

## Événements
- 8 avril : Les Territoires du Nord-Ouest a son propre lieutenant-gouverneur séparé de celui du Manitoba.